# Myiagra alecto
El monarca reluciente (Myiagra alecto) es una especie de ave paseriforme de la familia Monarchidae propia del norte de Australia, Nueva Guinea y las islas circundantes.

## Distribución y hábitat
Se encuentra en el norte de Australia, Nueva Guinea, las Molucas y los archipiélagos Bismark, D’Entrecasteaux y de las Luisiadas.
Sus hábitats naturales son los bosques bajos húmedos tropicales y los manglares tropicales.